# 観音島 (韓国)

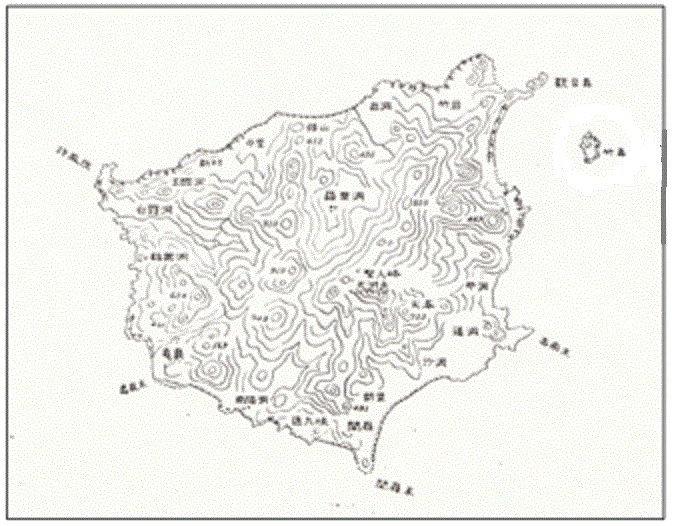
鬱陵島北東端100メートルにあるのが観音島、東海岸より2キロメートル沖にあるのが竹嶼

1699年（?）『鬱陵島図形』（韓国国立中央図書館蔵）
----
東方に「大于島」とともに「小于島」が描かれている。

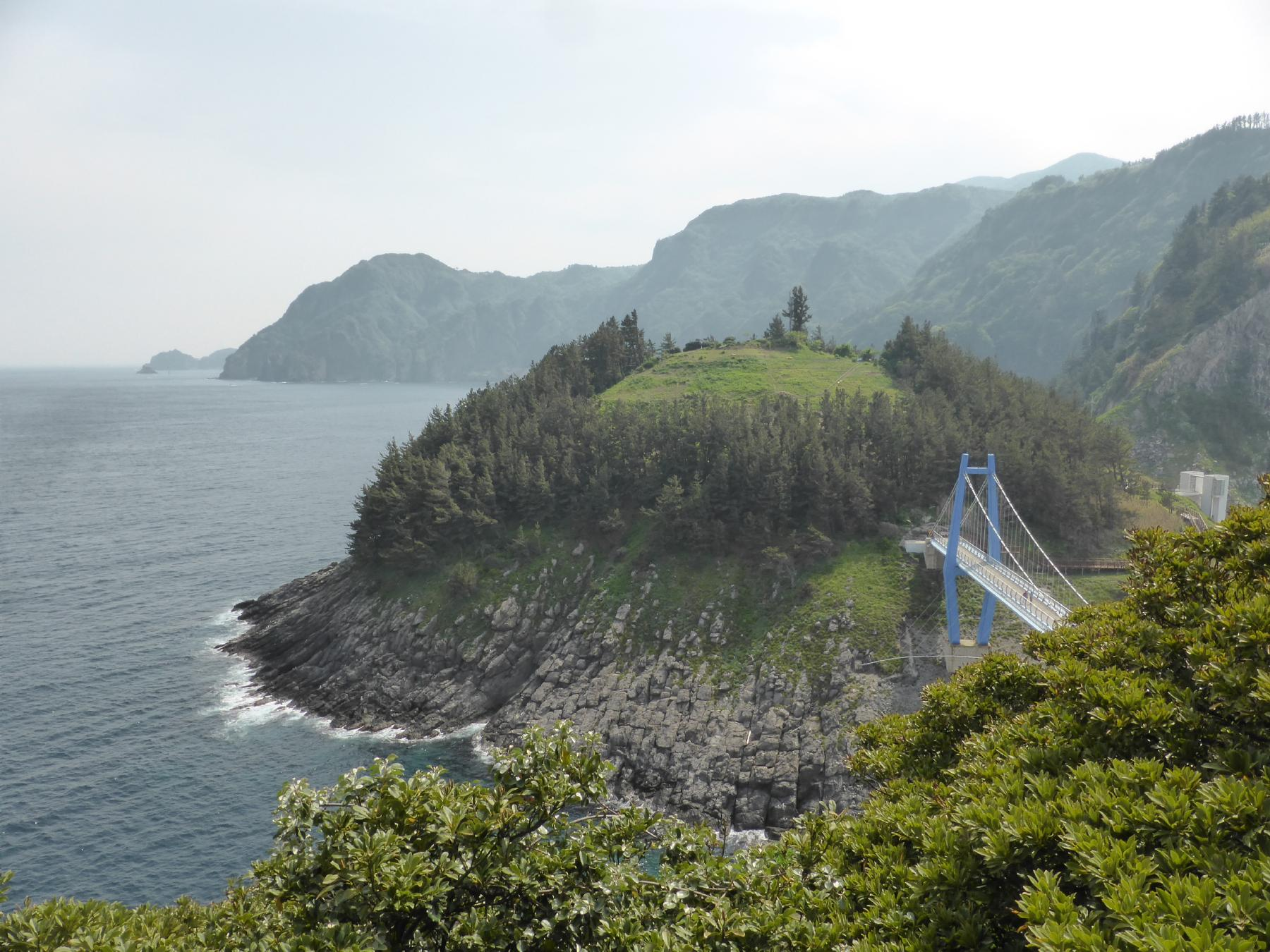
観音島から見た鬱陵島。観音島には鬱陵島からの連絡橋がある。

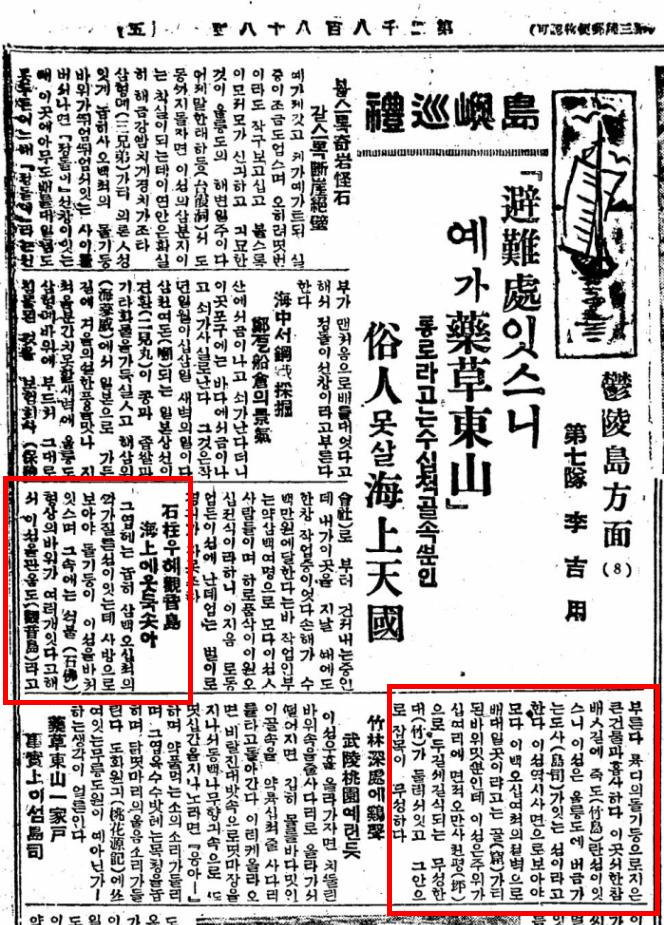
「石柱の上に観音島、海上にそびえ立つ」と報じた1928年9月8日付『東亞日報』

観音島（クァヌムド、かんのんとう、관음도）は、鬱陵島の北東に位置し、全長約400mの細長い形状をした島である。主として岩石でできており、周囲は断崖絶壁になっている。大韓民国慶尚北道鬱陵郡に属する。

## 地理概況
全長約400メートルの細長い形をしており、周囲は断崖絶壁、台地状の地形を呈して上部は平坦、最高地点は海抜高度106メートルである。観音島と鬱陵島の北東端である石圃付近の島項との間は、「観音の瀬戸」と呼ばれる狭い海峡になっている。
2008年、観音島を管轄する鬱陵郡は橋の建設と観光化計画を発表し、2012年夏、観音島と鬱陵島の間に吊り橋が掛けられた。観音島へ渡るには4,000ウォンの入島料が必要で、朝8時から夜7時までの時間内に行き来ができる。島の北東に、鬱陵郡3大景勝地の1つとして知られている「観音二重洞窟」と呼ばれる高さ14メートルの海食洞窟がある。伝説によれば、昔は倭寇の巣窟で、洞窟の上から滴り落ちる水を飲むと長寿を送ることができるという。また、観音島の北西には最も有名な景勝地である三仙岩などの奇岩があり、南東には鬱陵島最大の付属島である竹嶼がみえる。
名称については、1928年9月8日付「東亜日報」（鬱陵島特集）の李吉用記者の書いた記事に「石仏」形状の岩がいくつか確認できるので「観音島」という名前がついたという記載がある。
現在は無人島であるが、湧水があったため過去には少人数ながら住民が居住しており、ウサギとヤギを放牧していたと伝わっている。

## 古地図等における観音島
1699年（韓国・国立中央図書館所蔵）及び1702年（三陟市立博物館所蔵）、鬱陵島を監督していた鬱陵島捜討官によって製作された『鬱陵島図形』には、その位置関係から竹嶼に比定される「大于島」と、観音島に比定される「小于島」が描かれている。なお、1711年の朴昌錫による『鬱陵島図形』の「于山島」には「海長竹田」の記載があり、これについては、独島＝竹島には竹が生える土すらないので、「于山」を「独島」とする比定は誤りだとの指摘がある。島根大学の舩杉力修は、この「于山」を、鬱陵島東方約2キロメートルの竹嶼だとしている。
また、18世紀中葉の『輿地図』所収「欝陵島図」（ソウル大学校奎章閣所蔵）に記された「于山島」について、舩杉力修は、竹島（韓国名：独島）ではなく、観音島か竹嶼（韓国名：竹島）の可能性が高いと指摘している。なお、この地図の注記には、鬱陵島の大きさを東西80里、南北50里と記載している。
朝鮮王朝が鬱陵島の空島政策を停止した後の1882年の李奎遠の『欝陵島外図』には、「島項」として上述の「鬱陵島圖形」と同じ構図で竹嶼とともに描かれており、竹嶼とともに鬱陵島の属島とみなされている。1883年に欝陵島に赴いた日本の内務省書記官檜垣直枝の地図でも同様である。竹嶼とともに観音島を鬱陵島の付属島とみなす認識は1900年の赤塚正助の「挿図」にも踏襲されたが、そこでは「島牧」と表記されている。1909年水路部刊行の「海図306号」と1910年『韓国水産誌』第二輯の本文では、観音島は「鼠項島」という名前になっている。
1881年に李奎遠がこれをなぜ「島項」と命名したかについては、彼が『欝陵島検察日記』の中で、島項を「形、臥牛のごとし」「稚竹叢あり」と表現したことから察すると、鼠項島（ソモクソム）は韓国語としては「牛の首（項＝うなじ）の島」と解読可能で、島の頂上に稚竹が生えていることから、臥せている牛のうなじと見立てて「島項（Somoku）」と名付けたのではないかという推論がある。一方では、台状を呈する観音島の形状が伝統的な朝鮮家屋に備えられた履脱ぎ石、섬돌（ソムトル）に似通っていることが由来として考えられるとの推論がある。

## 勅令第四十一号の「石島」の可能性
1900年10月25日に大韓帝国「勅令第四十一号」で石島が江原道の鬱島郡に編入されている。
研究者からは、第二条の「竹島石島」の「竹島」は竹嶼、「石島」は観音島である可能性が高いと比定する考えが示されている。その根拠は、観音島の旧称である鼠項島（ソモクソム）や島項（ソモク）を伝統的な漢文の発音表記法である反切で読むと、1字目の最後の母音と2字目の最初の子音が脱落し、"Soku" すなわち「石」となるところから、「石島」と表記できるというものである。
明治時代に日本の外務省通商局が各地の領事からの報告をまとめて刊行した「通商彙纂」1902年度版には、鬱陵島警察官駐在所の西村圭象警部が、釜山領事館の幣原喜重郎領事にあてた報告が収載されており、ここで竹嶼は「テツセミ島ハ臥達里ノ前洋ニ在リ、本邦人之ヲ竹島と俗称ス、周回三拾丁余、「タブ」女竹繁スト雖トモ飲料水ナキヲ以テ移住スルモノナシト云フ」、観音島周辺は「亭石浦ノ海上ニ双燭石及び島牧ノ島峡アリ、周回二十丁、本邦人之ヲ観音島ト称シ、其岬ヲ観音岬ト云ヒ、其間ヲ観音ノ瀬戸ト呼ヘリ、又双燭石ハ三岩高ク樹立スルニヨリ三本ノ名アリ」と紹介されており、「石島」が三本立ち岩（一仙岩、二仙岩、三仙岩）や現在も観音島と称されている島を含めた総称とすれば「通商彙纂」のいう地勢にも合致している。
舩杉力修は、現地調査の結果、島は、竹嶼、観音島しか確認されず、また、独島＝竹島は勅令前後に作成された韓国の地図には一切描かれていないので「石島は観音島である可能性が高い」という見解を示しており、舩杉によれば鬱陵島周辺では島と岩とは外観上も明確に区別されたのであり、今日韓国側がしばしば主張する、島と岩とは区別がつかないから勅令第四十一号に観音島を含めるはずもなかったという指摘は「明確に間違った」ものである。
韓国政府の見解は、これに対し「竹島」が竹嶼であることは認めるものの、「石島」を鬱陵島より87キロメートル離れた竹島（韓国名：独島）であると主張している（→詳細は、記事「石島 (韓国)」参照）。